# Hypercompe thiemei
Hypercompe thiemei là một loài bướm đêm thuộc phân họ Arctiinae, họ Erebidae.